# 細呂木駅
細呂木駅（ほそろぎえき）は、福井県あわら市青ノ木にある、ハピラインふくいハピラインふくい線の駅である。

## 歴史
- 1897年（明治30年）9月20日：官設鉄道の福井駅 - 小松駅間延伸時に開業（一般駅）[1][2]。
- 1909年（明治42年）10月12日：線路名称の制定に伴い、北陸本線の駅となる。
- 1948年（昭和23年）6月28日：福井地震により駅舎全壊[3]。
- 1948年（昭和23年）12月18日：本屋その他復旧工事竣工[3]。
- 1961年（昭和36年）10月1日：貨物の取扱を廃止（旅客駅となる）[4]。
- 1971年（昭和46年）3月25日：荷物の取扱を廃止[5]。駅員無配置駅となる[6]。
- 1987年（昭和62年）4月1日：国鉄分割民営化により、西日本旅客鉄道の駅となる[4]。
- 2018年（平成30年）9月15日：ICカード「ICOCA」の利用が可能となる[7][8][9][10][11][12]。
- 2024年（令和6年）3月16日：北陸新幹線の金沢駅 - 敦賀駅間開業に伴い、ハピラインふくいの駅となる[13][14][15]。

## 駅構造
島式ホーム1面2線を有する地上駅。分岐器や絶対信号機を持たないため、停留所に分類される。ホームから西側へ跨線橋を渡ったところに駅舎がある。
北陸新幹線敦賀延伸までは、JR西日本金沢支社の福井地域鉄道部管理の無人駅であり、自動券売機は設置されていない。ICカード専用型の簡易改札機が設置されている。駅舎横にトイレがある。なお、道路に面しているため、駅には駐車場・駐車スペースが設けられていない。

### のりば
| のりば | 路線                | 方向 | 行先           |
| ------ | ------------------- | ---- | -------------- |
| 1      | ■ハピラインふくい線 | 下り | 金沢方面       |
| 2      | ■ハピラインふくい線 | 上り | 福井・敦賀方面 |

- 長らくのりば番号が設定されていなかったが、ICOCA導入までに設定された。駅舎寄り（下り）が1番のりばである。
- 接近警告機から鳴るメロディは、下りホームが「村の鍛冶屋」、上りホームが「エリーゼのために」である。

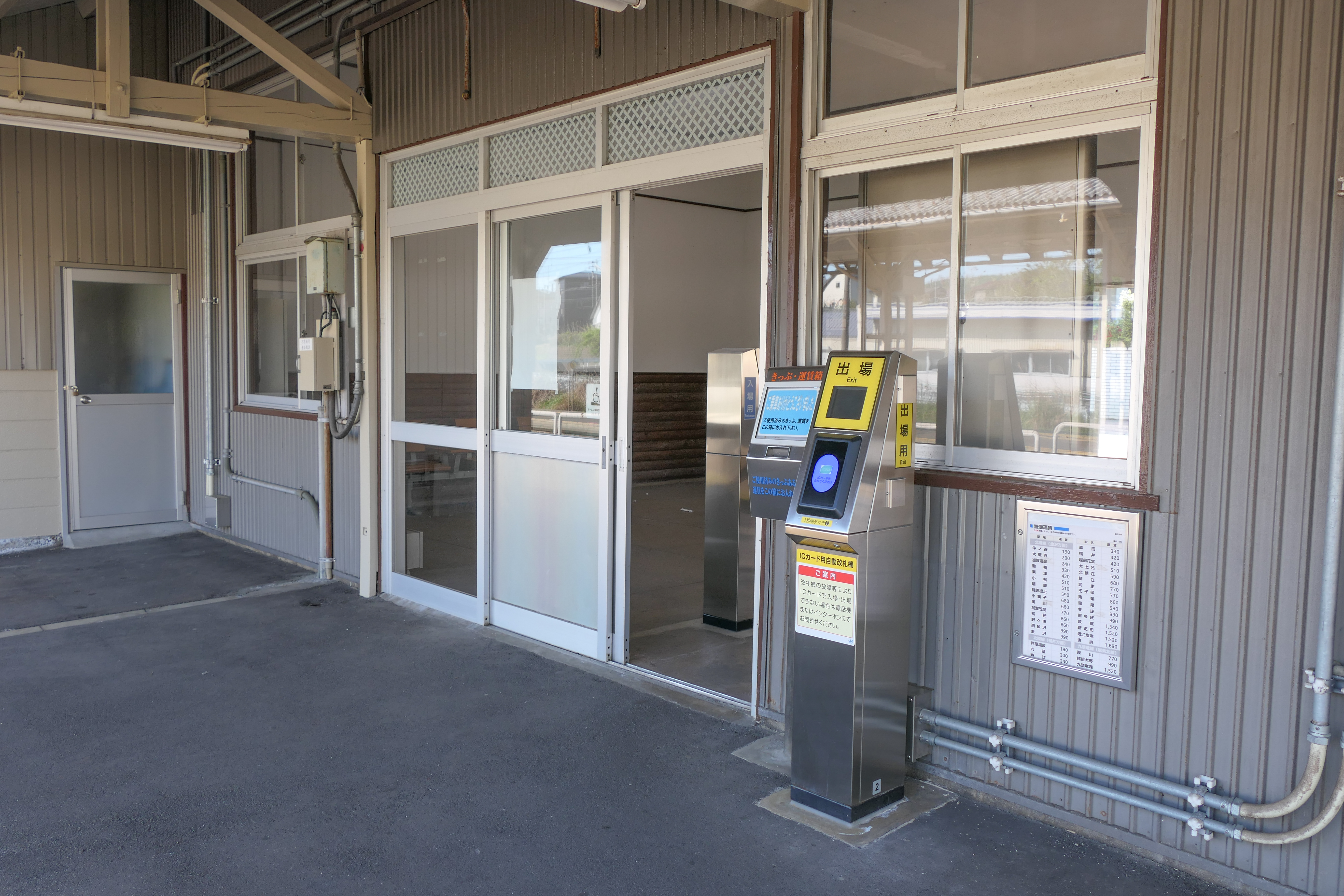
改札口（2022年4月）
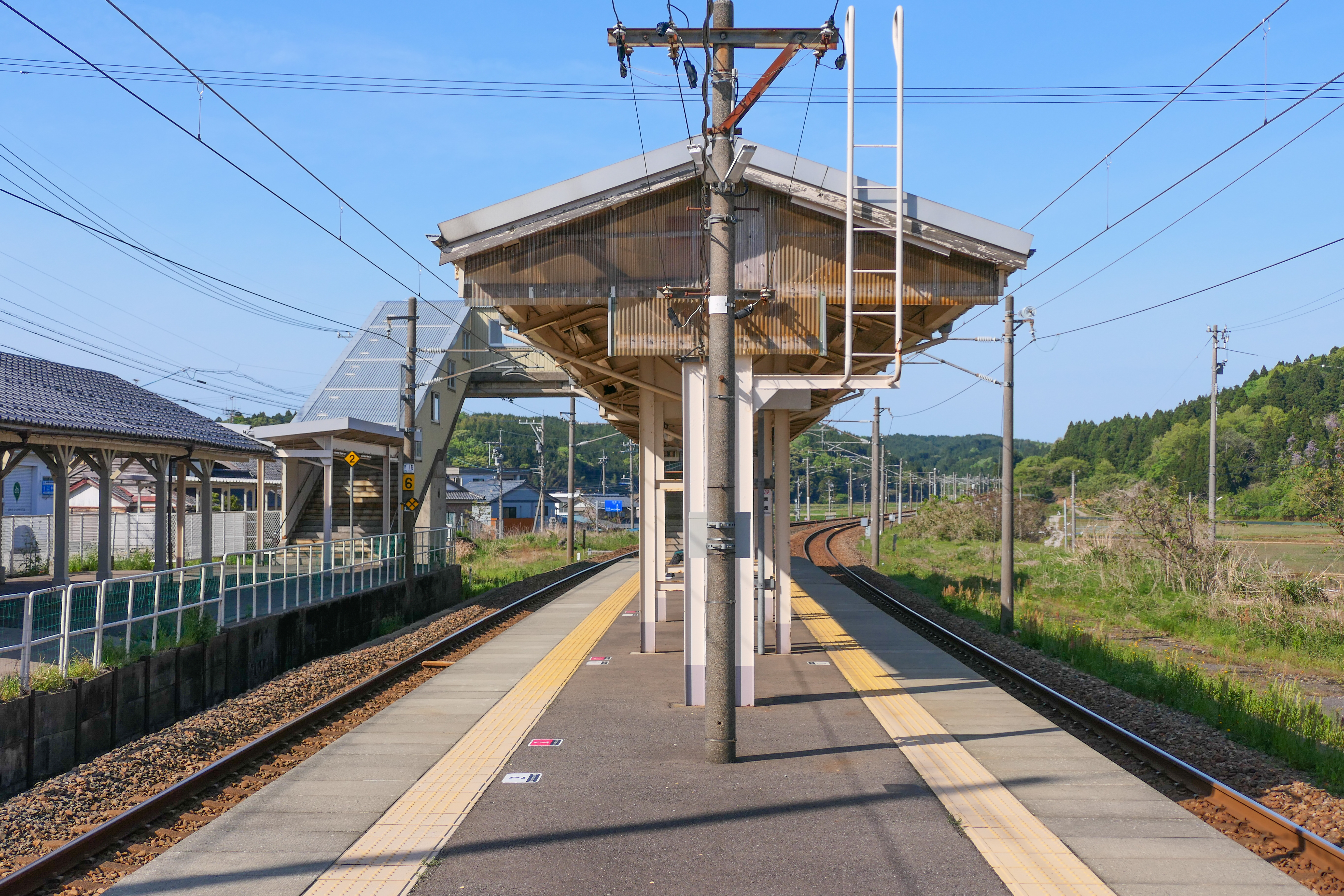
ホーム（2022年4月）

## 利用状況
「福井県統計年鑑」によると、2022年（令和4年）度の1日平均乗車人員は87人である。
近年の1日平均乗車人員は以下の通り。
| 年度   | 1日平均 乗車人員 |
| ------ | ---------------- |
| 1997年 | 161              |
| 1998年 | 159              |
| 1999年 | 146              |
| 2000年 | 138              |
| 2001年 | 139              |
| 2002年 | 141              |
| 2003年 | 143              |
| 2004年 | 140              |
| 2005年 | 143              |
| 2006年 | 137              |
| 2007年 | 118              |
| 2008年 | 113              |
| 2009年 | 101              |
| 2010年 | 92               |
| 2011年 | 78               |
| 2012年 | 81               |
| 2013年 | 79               |
| 2014年 | 72               |
| 2015年 | 68               |
| 2016年 | 60               |
| 2017年 | 56               |
| 2018年 | 50               |
| 2019年 | 69               |
| 2020年 | 59               |
| 2021年 | 64               |
| 2022年 | 87               |

## 駅周辺
- 福井県道153号水口牛ノ谷線[2] - 駅舎・線路に並行。
- 細呂木郵便局
- 福井県警あわら警察署細呂木交番
- 社会福祉法人さくら福祉会細呂木こども園
- あわら市細呂木小学校
- 金津創作の森

## 隣の駅
ハピラインふくい
■ハピラインふくい線
芦原温泉駅 - 細呂木駅 - 牛ノ谷駅